# Station Auggen
Auggen is een Duits treinstation, gelegen in de gelijknamige plaats en gemeente in Baden-Württemberg vlak bij de grens met Zwitserland.
Het station heeft twee perronsporen: één eilandperron en één klein perron voor sprinters of lightrailmaterieel.

## Voorzieningen
Het station heeft voor een station van zijn omvang goede voorzieningen, zoals bussen naar de rest van de omgeving van Auggen, parkeerplaatsen, een restaurant en winkels. Het is dicht bij het centrum van de stad gelegen.
Verder heeft het overstapmogelijkheden voor andere intercity's.

## Ligging
Het station is gelegen aan het traject Freiburg (Breisgau) Hauptbahnhof - Station Basel SBB.

## Treindiensten
| Serie | Treinsoort              | Route                                                              | Bijzonderheden |
| ----- | ----------------------- | ------------------------------------------------------------------ | -------------- |
| RB 27 | Regionalbahn (DB Regio) | Basel Bad Bf – Auggen – Müllheim (Baden) – Freiburg (Breisgau) Hbf | S-Bahn Basel   |